# François-Louis Gand Le Bland Du Roullet
François-Louis Gand Le Bland, connu sous le nom de bailli Du Roullet, né le 10 avril 1716 à Normanville (Eure) et mort le 2 août 1786 à Paris, est un diplomate, auteur dramatique et librettiste français.

## Biographie
Roullet avait servi comme officier dans les gardes françaises. Pendant que cet homme d’un caractère aimable et de beaucoup d’esprit se trouvait à Vienne en qualité d’attaché à l’ambassade de France, il connut Gluck, et l’encouragea vivement à se rendre à Paris. Il devint son collaborateur pour deux grands opéras, Iphigénie en Aulide (1774) et Alceste (1776), pièces imitées de l’italien et en vers libres. On a encore de lui : les Effets du caractère, comédie en cinq actes et en vers, jouée sans succès sur le Théâtre-Français, et non imprimée ; une Lettre sur les drames-opéras, Paris, 1776, in-8° ; et l’opéra Les Danaïdes (1784), musique de Salieri. Il a eu part aux Mémoires pour servir à l’histoire de la révolution opérée dans la musique par Gluck (1781).

## Source
- Jean-Chrétien-Ferdinand Hœfer, Nouvelle Biographie générale, t. 42, Paris, Firmin-Didot, 1863, p. 569.